# Градска легенда
Градската легенда е вид съвременен фолклор, който представлява устно предавани преразказвани случки, чийто произход не може да се проследи. Въпреки наименованието топосът (мястото на развитие на действието) в градските легенди невинаги е градът.
Градските легенди не са непременно неистина, но често са преувеличени, изкривени или превърнати в сензация. За тези истории се казва, че са се случили на „приятел на приятел“. Често стават обект на публикация в пресата, а в днешно време – и чрез електронна поща.
Терминът е употребен за първи път от проф. Ян Брунванд, който в своя публикация през 1981 г. застъпва мнението, че легендите, митовете и фолклорът са присъщи не само на т.нар. примитивни общества или така наречените традиционни общества, а че чрез съвременните легенди може да се научи много за днешната градска култура.

## Известни легенди
- Велика китайска стена – видимост от Космоса.
- Бермудски триъгълник – легенди за изчезнали кораби и самолети.